# Murdannia cryptantha
Murdannia cryptantha är en himmelsblomsväxtart som beskrevs av Robert Bruce Faden. Murdannia cryptantha ingår i släktet Murdannia och familjen himmelsblomsväxter. Inga underarter finns listade.